# 斯泰利布里奇些路迪足球會
斯泰利布里奇些路迪足球會（英語：Stalybridge Celtic Football Club）是一支位於英格蘭斯泰利布里奇的半職業足球會，現於英格蘭北部超級聯賽甲組西角逐。

## 外部連結
- Official site （页面存档备份，存于）
- Every match result and League table when they were in the Football League （页面存档备份，存于）